# Barsoi
Der Barsoi (russisch Русская псовая борзая, transkribiert Russkaja psowaja borsaja) ist eine von der FCI anerkannte russische Hunderasse (FCI-Gruppe 10, Sektion 1, Standard Nr. 193).

## Herkunft und Geschichtliches
Der Name stammt vom russischen „борзый“ („borsy“, zu deutsch „Windhund“) ab. Bis etwa 1850 gab es keinen einheitlichen Typ; für den heutigen Barsoi selektierten Züchter aus etwa zehn unterschiedlichen Schlägen. Schon im 14. und 15. Jahrhundert wurde der Barsoi in Russland von Großgrundbesitzern zur Hetzjagd benutzt. Diverses Großwild, Füchse, Wölfe und Hasen wurden gejagt. Berühmt war die Zucht vom Großfürsten Nikolai Nikolajewitsch in Perchino. Bis um 1914 war der Barsoi der „Nationalhund“ der Russen. Etwa Mitte des 19. Jh. begannen die Engländer, die Rasse ihren Vorstellungen anzupassen. Gegen Ende des selbigen kam er nach Deutschland.
Die ersten Windhundrennvereine Deutschlands wurden von Barsoi-Besitzern gegründet, prominentestes Beispiel ist der heutige Dachverband DWZRV, der Deutsche Windhund Zucht- und Renn-Verband.

## Beschreibung
Der Barsoi ist ein typischer, bis 85 cm Widerristhöhe großer Windhund. Es gibt auch größere Exemplare (bis 95 cm), die jedoch Ausnahmen sind. Für Konformität zum Rassestandard entscheidend ist hierbei, dass das rassetypische Gesamtbild erhalten bleibt. Das Haar an den Rippen, der Vor- und der Hinterhand und an den Flanken muss lang und von sehr feiner Textur sein.
Haar: Seidig, weich und geschmeidig; gewellt oder kurze Locken bildend, nicht aber kleine Löckchen oder Kraushaar. Auf Kopf, Ohren und Gliedmaßen ist das Haar satiniert (seidig, aber schwerer), kurz, gut am Körper anliegend. Auf dem Körper ist das Haar recht lang und gewellt; in der Schulterblattregion und auf der Kruppe bildet es feinere Locken. Auf Rippen und Schenkel ist das Haar kürzer. Das Haar, das die Federn, die „Hosen“ und die Fahne der Rute bildet, ist länger. Das Haar am Hals ist reichlich und dicht.
Farbe: Kombination aller Farben, jedoch niemals mit blau, braun (schokoladenfarben) sowie jede Abstufung dieser Farben. Alle Farben dürfen einfarbig oder gescheckt vorkommen; Federn, „Hosen“ und die Fahne der Rute sind deutlich heller als die Grundfarbe.
Eine schwarze Maske ist typisch bei den schwarz-gewolkten Farben.
Die Nase und die Lefzen müssen schwarz sein. Die Augen groß, möglichst dunkel und mandelförmig.

## Verhalten

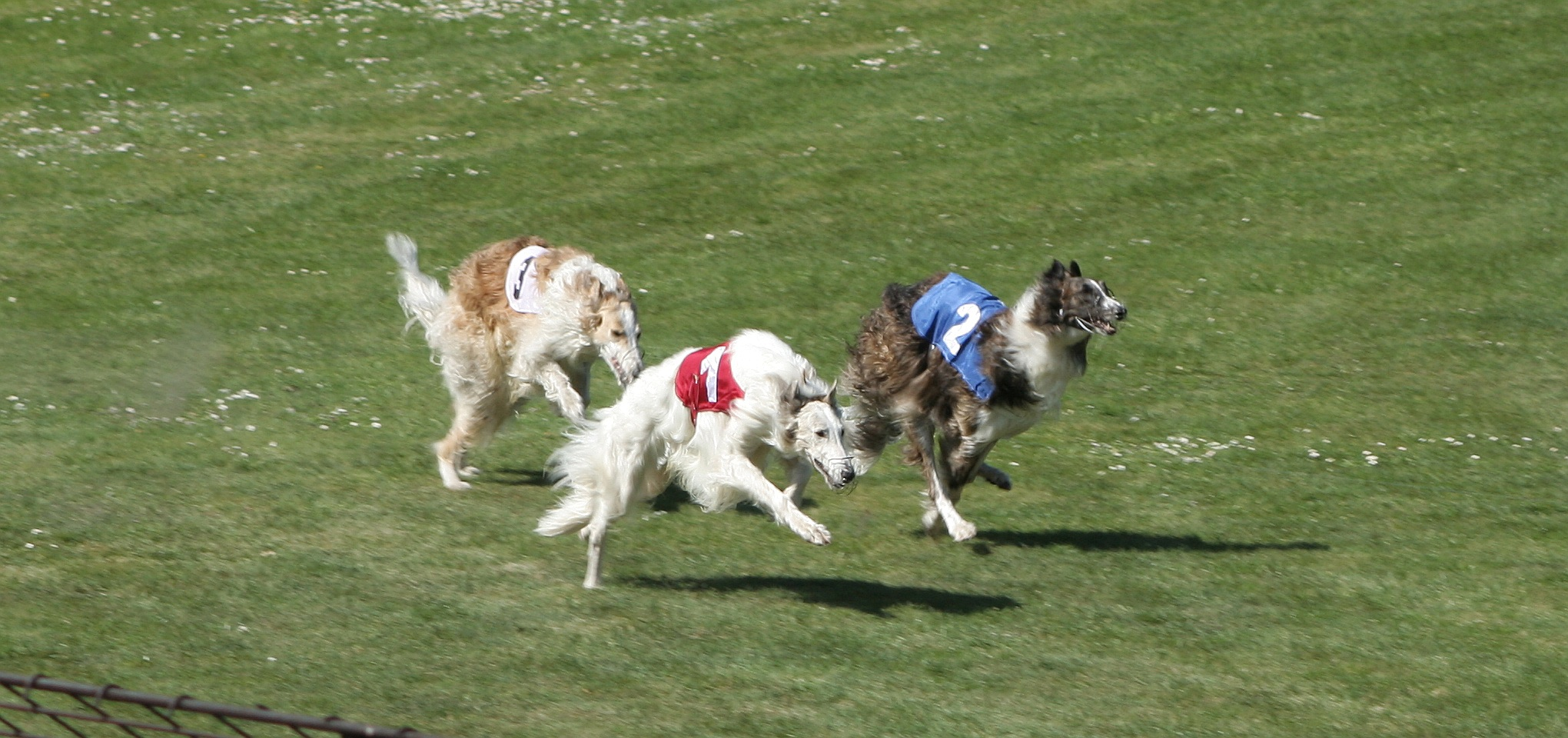
Barsois auf der Rennbahn

Im Wesen ist der Barsoi, obgleich zur Gruppe der okzidentalen Windhunde gehörig, den orientalen (Afghanischer Windhund, Azawakh, Saluki und Sloughi) näher; insofern kann man ihn auch als Bindeglied zwischen Okzident und Orient betrachten.
Der russische Windhund ist ein liebenswürdiger und anhänglicher Begleithund, der ruhige Gelassenheit und Würde ausstrahlt. Fremden Menschen und Hunden begegnet er in der Regel mit vornehmem Misstrauen. Wird er aber als Welpe gut sozialisiert, zeigt er sich später souverän. Rüden können im Alter von drei bis vier Jahren ein starkes Selbstbewusstsein entwickeln, mit dem sie dann anderen Rüden begegnen.
Barsois zeigen wie die meisten Windhunde ein ausgeprägtes Jagdverhalten und können sehr schnell und heftig auf potentielle Beutetiere oder bewegliche Objekte reagieren.

## Gesundheit
Der Barsoi gilt wie viele große bis sehr große Hunde als anfällig für Magendrehung. Einige Zuchtlinien sind anfällig für DCM (Dilatative Kardiomyopathie) sowie in ganz seltenen Fällen für den MDR1-Defekt.

## Kulturelle Rezeption

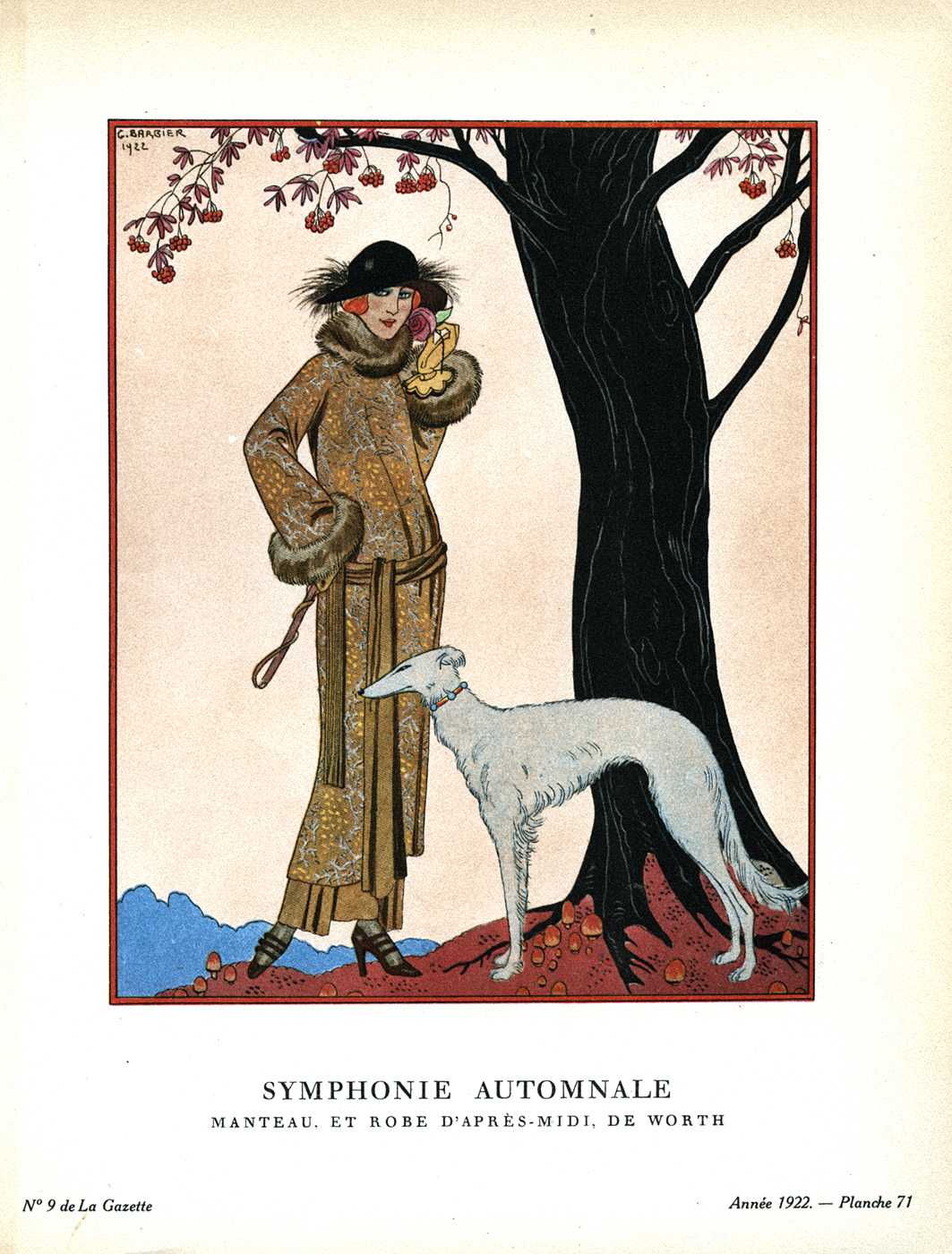
George Barbier 1922, Druckgrafik

Der Barsoi gilt als eine der am häufigsten in der Kunst als Motiv vorkommenden Hunderassen. Beispiele hierfür sind neben Bildern Bronzeskulpturen, wie z. B. "einzelner Barsoi" von Marcel Debut um 1890 oder "Barsoi und Whippet" von Georges Gardet um 1880, oder die diversen Keramik- und Porzellanskulpturen (Imperial, Lomonossow, Hutschenreuther, Meißner Porzellanmanufaktur).
Bekannt ist auch die Barsoihündin „Milka“ aus dem Roman Krieg und Frieden von Leo Tolstoi.
Aus dem Barsoi wurde durch Kreuzungen mit dem Longhaired Whippet seit den 1980er Jahren der Silken Windhound gezüchtet.